# Caccinia macranthera
Caccinia macranthera là loài thực vật có hoa trong họ Mồ hôi. Loài này được (Banks & Sol.) Brand mô tả khoa học đầu tiên năm 1921.